# 炎の孕ませ人生 〜あの頃に戻って孕ませナイト〜
『炎の孕ませ人生 〜あの頃に戻って孕ませナイト〜』（ほのおのはらませじんせい・あのころにもどってはらませナイト）は、テックアーツのブランド・SQUEEZより2006年4月21日発売のアダルトゲームソフト。媒体はDVD-ROM。
『炎の孕ませ転校生』の続編で主人公も同一人物だが、設定上は前作との関連性はほとんど無く続編と言うよりもパラレルワールド的作品である。

## ゲームの概要

### ストーリー
主人公・田神辰也は平凡なサラリーマン。ある日、幼馴染みで交際中の葵に呼び出され「いよいよ結婚話か」と期待に胸を膨らませて出向くが、葵が切り出したのは別れ話であった。辰也は腹立ち紛れに夜の街を1人でドライブするが、トラックと事故を起こしてしまう。
翌朝、目が覚めるとなぜか過去に戻っていた。これは失敗した人生をやり直すチャンスではないか? そう思った辰也は、かねてからの野望である世界征服を実現するため周囲の異性に自分の子を孕ませて子孫を繁栄させる計画を開始する。

### ゲームシステム
- 本編は「初学生編」と「修学生編」に分かれている。どちらのシナリオも、周囲の異性（同級生・上級生・担任教師・同級生の母親など）を1人でも多く孕ませることが目的。
- タイムスリップ前の歴史とやり直し中の歴史を比較表示する「孕ませ人生年表システム」搭載。
- 前作と同様、Hシーンではメディ倫（CSA）審査の利点を生かし、ソフ倫規定では禁止されている膣内の断面描写がアニメーション表示される。

## 登場人物
田神 辰也（たがみ たつや）声：なし
主人公。平凡なサラリーマン。なぜか意識が過去にタイムスリップしてしまい、世界征服の第一歩に「子孫繁栄」を目論む。元々の人生はかなり寂しくわびしく出来も悪く、なぜ彼女ができたのか不思議な人生を送っている。
藤沢 葵（ふじさわ あおい）声：桜川未央
スリーサイズ - 初学生編：B70 / W48 /H70、修学生編：B85 / W58 /H82、現代：B88 / W58 /H86
辰也の幼馴染み。タイムスリップ前は辰也と交際していたが一方的に別れる。喧嘩っ早い。
沢渡 ふみか（さわたり ふみか）声：かわしまりの
スリーサイズ - 初学生編：B68 / W49 /H72、修学生編：B96 / W57 /H84、現代：B99 / W57 /H86
辰也と葵の幼馴染み。タイムスリップ前は辰也と義兄妹に。人見知りが激しい。
水無川 京子（みながわ きょうこ）声：歌織
スリーサイズ - 初学生編：B70 / W48 /H73、修学生編：B83 / W55 /H79
辰也の従姉。辰也に様々な悪戯を仕掛けて反応を楽しんでいる。修学生編では水泳部所属。
君塚 秋帆（きみづか あきほ）声：未来羽
スリーサイズ - 初学生編：B65 / W48 /H73、修学生編：B95 / W55 /H80
初学生編では学級委員で、独裁的にクラスを仕切る。修学生編でも相変わらずの性格。
天野 まひろ（あまの まひろ）声：広森なずな
スリーサイズ - B85 / W55 /H86
修学生編のみ登場。1年先輩で放送部所属。自称「美少女アナウンサー」。明朗活発な性格。
月咲 奈々美（つきざき ななみ）声：歌織
スリーサイズ - B88 / W58 /H85
初学生編・修学生編とも登場。隣家に住む女子大生だが、教育実習で辰也たちの学校へ。
及川 麻奈（おいかわ まな）声：未来羽
スリーサイズ - B100 / W59 /H88
初学生時代の辰也の担任。修学生編にも登場する。重度の天然ボケで隠し事が出来ない性格。
及川 香奈（おいかわ かな）声：かわしまりの
スリーサイズ - B98 / W59 /H88
修学生時代の辰也の担任。麻奈の双子の姉で、妹と違ってキツイ性格。
沢渡 君枝（さわたり きみえ）声：広森なずな
スリーサイズ - B99 / W58 /H89
初学生編より登場。ふみかの母親。夫が単身赴任中で欲求不満気味。押しに弱い性格。
長瀬 佐百合（ながせ さゆり）声：広森なずな
スリーサイズ - B98 / W58 /H88
初学生編に登場。OL。辰也の父と同じ会社に務めているらしい。電車でいつも辰也と一緒に。
浅井 江利子（あさい えりこ）声：歌織
スリーサイズ - B101 / W59 /H88
初学生編に登場。デパートの警備員。年下の男の子が大好き。女王様気質。
千夏（ちなつ）声：かわしまりの
初学生編に登場。ポニーテールの女子大生。奈々美の親友。
美里（みさと）声：未来羽
初学生編に登場。ショートヘアの女子大生。奈々美の親友。

## スタッフ
- 企画：TOMO / 唐子ニコフ
- 原画：止田卓史
- シナリオ：伊藤海
- 音楽：Spotlight Kid